# 8046 Ajiki
8046 Ajiki este un asteroid din centura principală de asteroizi.

## Descriere
8046 Ajiki este un asteroid din centura principală de asteroizi. A fost descoperit pe 25 ianuarie 1995 la Ōizumi de Takao Kobayashi. El prezintă o orbită caracterizată de o semiaxă mare de 2,43 ua, o excentricitate de 0,03 și o înclinație de 22,3° în raport cu ecliptica.